# Скромний об'єкт (шаблон проєктування)
Скромний об'єкт (англ. Humble Object) — шаблон проєктування, який дозволяє відокремити поведінку, що легко піддається тестуванню від поведінки, яка насилу піддається тестуванню..

## Опис
Нехай, необхідно протестувати логіку, яка важко піддається тестування, наприклад, логіку графічного інтерфейсу. Такі дані складні тому, що важко писати тести, які можуть бачити зображення на екрані і перевіряти присутність відповідних елементів. Однак насправді поведінку інтерфейсу легко тестувати, оскільки просто необхідно перевірити правильність самих елементів відображення.
Ідея шаблону у тому щоб розділити логіку на два модулі: "скромний" модуль складний для тестування, але він містить лише просту поведінку та складніший модуль, який містить тестовану поведінку.

## Реалізація
Нехай, необхідно протестувати графічний інтерфейс. 
Згідно з цим шаблоном розділимо поведінку на презентатор (Presenter) і представлення (View).
Представлення (View) - це "скромний" об'єкт, складний для тестування. Код у цьому об'єкті дуже спрощений. Він просто переносить дані у графічний інтерфейс, жодним чином не обробляючи їх.
Презентатор (Presenter) - це легко тестований об'єкт. Його завдання — отримати дані від програми і перетворити їх так, щоб Представлення (View) могло просто перемістити їх на екран. 
Наприклад, якщо застосунку треба відобразити дату в певному полі, він має передати презентатору об'єкт дати. 
```
public
 
class
 
HomeController

{

    
public
 
ActionResult
 
Index
()

    
{

        
var
 
date
 
=
 
DateTime
.
Now
;

        

        
var
 
presenter
 
=
 
new
 
HomePresenter
()

        
var
 
viewModel
 
=
 
presenter
.
IndexPage
(
date
);

        
return
 
View
(
"Index"
,
 
viewModel
);

    
}

}

```

Презентатор потім повинен перетворити дату на рядок і помістити її в просту структуру даних, яку називають моделлю представлення (View Model).
```
public
 
class
 
IndexViewModel

{

    
public
 
string
 
DateString
 
{
 
get
;
 
set
;
 
}

    
public
 
string
 
DateColor
 
{
 
get
;
 
set
;
 
}

}

public
 
class
 
HomePresenter

{

    
public
 
IndexViewModel
 
IndexPage
(
DateTime
 
dateTime
)

    
{

        
return
 
new
 
IndexViewModel

        
{

             
DateString
 
=
 
dateTime
.
ToLongDateString
(),

             
DateColor
 
=
 
dateTime
.
DayOfWeek
 
==
 
System
.
DayOfWeek
.
Sunday
 
?
 
"red"
 
:
 
"green"
,

        
};

    
}

}

```

Тоді представлення зможе знайти і відобразити дані моделі.
```
@model IndexViewModel

<
p
>

  
<
time
 
style
=
"color: @Model.DateColor"
>
@Model.DateString
</
time
>

</
p
>

```